# Gesundheitswesen in Sachsen-Anhalt
Das Gesundheitswesen in Sachsen-Anhalt umfasst die gesamte Gesundheitsversorgung im Bundesland Sachsen-Anhalt.

## Krankenhäuser
Sachsen-Anhalt hat insgesamt 51 Krankenhäuser mit ca. 17.000 Betten. In den Krankenhäusern sind ungefähr 34.000 Beschäftigte angestellt. Insgesamt werden jährlich ca. 600.000 Patienten behandelt. Die beiden Universitätskliniken in Halle/Saale und Magdeburg sowie die Berufsgenossenschaftlichen Kliniken Bergmannstrost in Halle und das kommunale Klinikum Magdeburg sind die Maximalversorger im Land. Außerdem gibt es noch neun Schwerpunktversorger in Dessau, Halle, Halberstadt, Weißenfels, Magdeburg, Merseburg und Querfurt, Stendal und Wernigerode.
Ebenfalls existieren noch mehrere Spezialkliniken in Sachsen-Anhalt. Zum einen wären die drei Herzzentren in Coswig (in privater Trägerschaft: Mediclin), Halle und Magdeburg zu nennen, zum anderen fünf Schlaganfallzentren in Bernburg, Halle, Naumburg sowie Wernigerode, drei Fachkliniken für Orthopädie und 24 psychiatrische Kliniken bzw. psychiatrische Tageskliniken. Sachsen-Anhalt hat neun zertifizierte Brustkrebszentren, acht Darmkrebszentren, ein gynäkologisches Krebszentrum, zwei Hautkrebszentren, ein Lungenkrebszentrum und vier Prostatakarzinomzentren.
Besonders häufig sind Versicherte aus den neuen Bundesländern in stationärer Behandlung: Im Jahr 2009 gab es unter 1000 Versicherten durchschnittlich 161 Aufenthalte in Kliniken in Sachsen-Anhalt.

## Rehabilitationskliniken
Rehabilitationskliniken sind in Arendsee, Barby, Bad Kösen, Bad Schmiedeberg, Bad Suderode, Blankenburg, Dessau, Halberstadt, Halle, Magdeburg, Schönebeck und Weißenfels zu finden. Es gibt 19 Rehakliniken mit ca. 3500 Betten.

## Ambulante Versorgung
Im Land sind ca. 615 Apotheken ansässig. Es kommen etwa 26 Apotheken auf 100.000 Einwohner. Diese Zahl an Apotheken stimmt in etwa mit dem Bundesdurchschnitt überein.
Relativ wenige Ärzte sind in Sachsen-Anhalt (350 Ärzte pro 100.000 Einwohner) ansässig, Bundesdurchschnitt (370). Die Anzahl der Zahnärzte (83 auf 100.000 Einwohner) ist fast identisch mit der des Bundes (80).
Es gibt 42 medizinische Versorgungszentren (MVZ), von denen mehr als die Hälfte in Krankenhausträgerschaft sind; das ist deutlich höher als auf Bundesebene.

## Pharmaindustrie und Medizintechnik
Wichtige Unternehmen der Pharmaindustrie sind: Serumwerk Bernburg AG, esparma Sülzetal, Salutas Pharma GmbH Barleben und Osterweddingen, Pharma Wernigerode GmbH, MEDISA GmbH Magdeburg, IMTM GmbH Magdeburg, Bayer Bitterfeld GmbH, IDT Impfstoffwerk Dessau-Tornau GmbH, PKH Halle GmbH und Rodleben Pharma GmbH.
In der Medizintechnik gibt es eine größere Anzahl von Unternehmen, u. a. HASOMED GmbH Magdeburg, NovaVision AG Magdeburg, Primed Halberstadt Medizintechnik GmbH und KeyNeurotek AG.

## Forschung
Sachsen-Anhalt hat mehrere Forschungseinrichtungen, die in Halle und Magdeburg ihren Sitz haben:
- Max-Planck-Forschungsstelle für Enzymologie der Proteinfaltung in Halle
- Zentrum für Angewandte Medizinische und Humanbiologische Forschung (ZAMED) in Halle
- Zentrum für Medizinische Grundlagenforschung in Halle
- Forschungsverbund Rehabilitationswissenschaften Sachsen-Anhalt/Thüringen an der Universität Halle[9]
- Leibniz-Institut für Neurobiologie in Magdeburg (IfN)
- Zentrum für Neurowissenschaft und Molekularbiologie in Magdeburg, in dem auch Europas erster 7-Tesla-Ultrahochfeld-Kernspintomograph steht
- Zentrum für Neurowissenschaftliche Innovation und Technologie (ZENIT) an der Universität in Magdeburg
- InnoMed e. V als Netzwerk für Neuromedizintechnik mit Sitz in Magdeburg
- Deutsches Zentrum für neurodegenerative Erkrankungen (DZNE) in der Helmholtz Gemeinschaft in Magdeburg
- FAN-Research Institute for Applied Neurosciences GmbH Magdeburg
- Forschungszentrum Immunologie Magdeburg/Halle
- Magdeburger Forschungsverbund „Neurowissenschaften & Immunologie und Molekulare Medizin der Entzündung“[10]
- Probiodrug in Halle war federführend bei der Erforschung der DP-IV-Inhibitoren; das onkologisch ausgelegte CDK9-Inhibitor-Programm  wurde 2013 an AstraZeneca verkauft. Die Firma will sich auf neurodegenerative Erkrankungen konzentrieren.[11] H.-U. Demuth, 1997 einer der Firmengründer, leitet die Hallenser Außenstelle des Leipziger Fraunhofer-Instituts.

Die Forschungsschwerpunkte an den Universitätskliniken sind:
Halle: Epidemiologie – Rehabilitation – Pflege und Molekulare Medizin
Magdeburg: „Immunologie einschließlich Molekulare Medizin der Entzündung“, „Neurowissenschaften“

## Ausbildung
Die Ausbildung in Gesundheitsberufen in Sachsen-Anhalt wird größtenteils von den Universitätskliniken in Halle und Magdeburg sowie an den Berufsbildenden Schulen des Landes durchgeführt.